# L'Uomo Ragno (serie animata 1981)
L'Uomo Ragno è una serie televisiva di cartoni animati prodotta nel 1981 da Marvel Productions e De Patie-Freleng Enterprises. È stata originariamente trasmessa in syndication ed è basata sul personaggio dei fumetti della Marvel Comics. Si compone di 26 episodi in un'unica stagione.

## Aspetti salienti
Questa serie si presenta come molto più fedele al fumetto rispetto alla precedente del 1967, come si evince subito dallo stile di disegno ispirato alle tavole di John Romita Sr., e alla maggiore accuratezza del costume del supereroe. Anche le storie sono più legate all'universo Marvel, con la comparsa di personaggi come il Dottor Destino, il Kingpin, la Lucertola, l'Uomo Sabbia, Mysterio, Kraven il cacciatore, il Dottor Octopus, la Gatta Nera, Magneto e Goblin.
A causa di contrasti con il network e con le associazioni dei genitori, si impiegò una certa cura per evitare scene di violenza, e perciò in questa serie l'Uomo Ragno non fa uso di pugni contro i suoi avversari. Questa serie non ebbe un grande successo e fu messa in ombra rispetto alla precedente, più o meno dello stesso periodo, dal titolo L'Uomo Ragno e i suoi fantastici amici, che invece è una serie meno fedele al fumetto.

## Lista episodi
Molti episodi hanno due titoli in italiano: ciò è dovuto al fatto che la serie ha avuto due doppiaggi in lingua italiana.
| n° | Titolo originale                    | Titolo italiano (1ª edizione)  | Titolo italiano (2ª edizione)             | Trama |
| -- | ----------------------------------- | ------------------------------ | ----------------------------------------- | --- |
| 1  | Bubble, Bubble, Oil and Trouble     | Petrolio e guai                | Qualcosa bolle in pentola                 | L'Uomo Ragno sorprende il Dottor Octopus a rubare prima un rubino e poi un cristallo, senza riuscire però a fermarlo. Ma i gioielli sono soltanto una parte del suo piano per potenziare le sue braccia meccaniche e per requisire le scorte mondiali di greggio. |
| 2  | Dr. Doom, Master of the World       | Il padrone del mondo           | Il dottor Destino, padrone del mondo      | Il malvagio Dottor Destino si imbarca sul Air Force One e compie il lavaggio del cervello al Presidente degli Stati Uniti. Peter Parker, all'aeroporto come tutti i giornalisti, indaga sul ritardo, intervenendo come Uomo Ragno a bordo dell'aereo, ma lo scienziato pazzo e dittatore di Latveria lo lascia a bordo sperante il suo schianto al suolo. Il prossimo obiettivo di Destino è eseguire il lavaggio del cervello anche al Segretario generale delle Nazioni Unite. |
| 3  | Lizards, Lizards, Everywhere        | Il lucertolone                 | Rettili dappertutto                       | Lizard sta liberando in New York una grande quantità di rettili, che causano danni di ogni genere, e impegnano l'Uomo Ragno in salvataggi di civili. La situazione peggiora di ora in ora, poiché Lizard vuole fare di New York una giungla abitata dai rettili posti sotto il suo dominio. |
| 4  | Curiosity Killed the Spider-Man     | Caccia al topo                 | La curiosità uccide L'Uomo Ragno          | La Gatta Nera decide di derubare tutti gli ospiti alla festa di capodanno del Daily Bugle, ma il suo piano viene rovinato dall'Uomo Ragno, che tuttavia non riesce a catturarla. Per vendicarsi, la scassinatrice si reca nella sede del giornale che voleva rapinare, e lancia una sfida in prima pagina all'amichevole vicino ragno di quartiere: il Topo Maltese, un manufatto ingioiellato sta per arrivare in città, e la Gatta lo sfida a fermarla. |
| 5  | The Sandman Is Coming               | L'uomo sabbia                  | Il ritorno dell'uomo sabbia               | Peter e Sally-Ann Beaumont (qui chiamata erroneamente Mary Jane) si trovano in una località di sbarco aeronautico per assistere all'atterraggio di alcuni campioni di terreno radioattivi, quando appare l'Uomo Sabbia, che ruba il materiale extraterrestre e lo fonde nella sua struttura, diventando molto più potente. |
| 6  | When Magneto Speaks...People Listen | L'ultimatum di Magneto         | L'ultimatum di Magneto                    | L'Uomo Ragno affronta la minaccia di Magneto, l'arcinemico degli X-Men, che intende utilizzare un veicolo spaziale per porre sotto il suo controllo il sistema di telecomunicazioni di tutto il mondo e la produzione di elettricità, al riscatto di un milione di dollari. |
| 7  | The Pied Piper of New York Town     | La musica ipnotica             | L'incantatore di New York                 | C'è un nuovo locale in città: il Mysterio's Disco Palace. L'Uomo Ragno va a curiosare e scopre che la musica di Mysterio ipnotizza chiunque l'ascolti, rendendolo schiavo ai suoi ordini. Questa banda agli ordini del malvagio Mysterio viene condotta a compiere vari furti, fino al colpo finale: un missile nucleare. |
| 8  | The Doctor Prescribes Doom          | La falsa realtà                | La falsa realtà                           | I delegati dell'Organizzazione delle Nazioni Unite vengono tutti rapiti dal Dottor Destino, il dittatore del regno di Latveria, e sostituiti con degli androidi. Nella successiva riunione dell'assemblea, Destino viene invitato per fare un discorso, dichiarando che la vera risposta ai problemi del mondo è l'avere un singolo dominatore che governi l'intero pianeta. I replicati delegati obbediscono alla loro programmazione e lo eleggono a tale carica, in maniera apparentemente legale. Neppure l'Uomo Ragno si accorge della frode, fino a quando, nel tentativo di aiutare il suo amico Robbie Robertson, scopre che il suo amico è stato sostituito con un androide perfettamente identico a lui. L'arrampicamuri affronta il despota nell'edificio dell'organizzazione, cercando di smascherare il suo gioco. |
| 9  | Carnival of Crime                   | La fiera del crimine           | Alla fiera del crimine                    | I baracconi delle giostre sono arrivati in città, e nello stesso periodo vengono imputate all'Uomo Ragno ben tre rapine. La colpa è del Ringmaster, che grazie a un acrobatico complice, e a del gas ipnotico, riesce a far credere che il colpevole dei furti sia proprio l'arrampicamuri. |
| 10 | Revenge of the Green Goblin         | La vendetta del Folletto Verde | La vendetta di Goblin                     | Norman Osborn, il Green Goblin, vittima di un'amnesia, ritrova la rimembranza di sé durante un incidente da viaggio in treno, e con essa il desiderio di vendetta nei confronti del suo acerrimo nemico: l'Uomo Ragno. Arrivato a New York la notte di Halloween, il Folletto Verde si impegna nel cercare di rendere nota la vera identità dell'arrampicamuri, il suo raniero nemico. |
| 11 | Triangle of Evil                    | Il triangolo del male          | Il triangolo del diavolo                  | Un nuovo supercriminale che si fa chiamare Stunt-Man affronta in una gara televisiva l'Uomo Ragno per tenerlo impegnato e vendicarsi di lui, poiché lo considera responsabile dell'incidente che ha fuso la sua armatura metallica al suo corpo, mentre la sua banda criminale compie una serie di furti in città. |
| 12 | The A-B-C's of Doom                 | L'A-B-C di Doom                | La parola chiave                          | L'Uomo Ragno deve sventare l'ennesimo piano malefico del Dottor Destino per conquistare il mondo. Stavolta il tiranno di Latveria si serve di Goron, un uomo capace di fare con i suoi occhi praticamente qualsiasi cosa egli desideri: ipnotizzare, teletrasportare, ingrandire, rimpicciolire. Il suo piano è porsi come benefattore umanitario per ottenere poi il controllo di un missile spaziale. |
| 13 | The Sidewinder Strikes              | L'Uomo Ragno al rodeo          | Il colpo del Cow-Boy meccanico            | Una banda di criminali travestiti da Cowboy a bordo di puledri meccanici compie una serie di furti a New York. L'Uomo Ragno cerca di scoprire chi sia la mente criminale a capo della banda. |
| 14 | The Hunter and the Hunted           | Il Cacciatore                  | Il Cacciatore cacciato                    | Dopo essere stato assunto da J. Jonah Jameson per catturare una mascotte per il Daily Bugle, Kraven il Cacciatore arriva in città acclamato come un eroe. Quando Kraven cattura Zabu, l'ultimo superstite della razza delle tigri dai denti a sciabola, Ka-Zar si presenta a New York per liberare il suo compagno animale. |
| 15 | The Incredible Shrinking Spider-Man | L'Uomo Ragno miniaturizzato    | L'apparecchio miniaturizzatore            | L'assistente di laboratorio del professor Northon ruba un congegno per rimpicciolire le molecole di qualunque essere vivente e, con il nome di "Inventore", decide di diventare un supercriminale. L'Uomo Ragno viene colpito dal raggio dell'apparecchio miniaturizzatore e inizia un'avventura da supereroe più piccolo del mondo. |
| 16 | The Unfathomable Professor Gizmo    | Il Professor Gizmo             | L'indistruttibile professor Gizmo         | Il terribile professor Gizmo intende derubare l'oro nascosto in un antico galeone spagnolo inabissato sul fondo dell'oceano. Per realizzare il suo clamoroso furto intende però servirsi dell'Uomo Ragno, sfruttando la capacità degli aracnidi di potersi immergere a grandi profondità. |
| 17 | Cannon of Doom                      | Le armi di Doom                | Il cannone del dottor Destino             | Jameson ha invitato il dottor Destino nella sua villa di New York per provare il suo nuovo cannone, con cui il tiranno di Latveria intende perforare la crosta terrestre apparentemente per dare energia alla città e riscaldarla dal grande freddo. In realtà Victor Von Doom vuole usare la sua arma per distruggere le più grandi città del mondo e poter ricattare il presidente degli Stati Uniti. In questo episodio vengono narrate anche le origini del Dottor Destino. |
| 18 | The Capture of Captain America      | La cattura di Capitan America  | La cattura di Capitan America             | L'Uomo Ragno incontra per la prima volta il più grande eroe di tutti i tempi, Capitan America, ma viene accusato dagli abitanti di New York di essere complice dello spietato criminale Teschio Rosso che ha appena catturato Steve Rogers. Per redimersi, Peter Parker decide di liberarlo indossando un costume da Capitan America per potersi intrufolare nel castello di Teschio Rosso, il quale intende trasferire la sua mente nel corpo del supersoldato. |
| 19 | The Doom Report                     | La ribellione                  | Il ricatto del dottor Destino             | Johann Clawful, un giovane latveriano, è fuggito dalle prigioni del malvagio dottor Destino e si è diretto a New York per rendere pubblica la condizione di vita dei cittadini latveriani sottoposti alla tirannide di Victor Von Doom. Alcuni membri della resistenza latveriana in America sono però in realtà spie di Destino, e fanno cadere Johann (e l'Uomo Ragno disposto ad aiutarlo) in trappola. |
| 20 | The Web of Nephilia                 | La tela di Nephilia            | La tela di Nephilia                       | Uno scienziato riesce a sintetizzare il sangue dell'Uomo Ragno, accelerando il processo con le radiazioni, trasformandosi in un essere per metà aracnide della razza Nephilia, un particolare ragno in grado di tessere una ragnatela dorata resistentissima. Peter Parker deve quindi vedersela con un autentico "Uomo Ragno". |
| 21 | Countdown to Doom                   | Un altro ricatto               | Il conto alla rovescia del dottor Destino | Il dottor Destino utilizza il potente cannone di una stazione spaziale per far eruttare tutti i vulcani della Terra, cambiare l'orbita terrestre e spingerla verso il sole. Se i potenti della Terra e le Nazioni Unite non gli consegneranno il controllo mondiale, Victor Von Doom distruggerà il mondo intero. Per l'Uomo Ragno sembra un'impresa impossibile fermarlo. |
| 22 | Arsenic and Aunt May                | Zia May                        | Zia May e l'arsenico                      | Il Camaleonte vuole eliminare per sempre l'Uomo Ragno usando l'odio di zia May contro di lui, facendole credere con l'inganno che Ben Parker sia morto a causa del ragno. Con un gas ipnotico May viene così indotta a credere che il fantasma di Ben reclami giustizia, e tenta così di avvelenare l'Uomo Ragno. |
| 23 | The Vulture Has Landed              | L'arrivo dell'avvoltoio        | È arrivato l'avvoltoio                    | L'Avvoltoio ha rapito esimi scienziati per realizzare il progetto di una speciale vernice che rende invisibili, allo scopo di nascondere la sua base segreta volante e compiere furti indisturbato. Fra gli scienziati c'è anche il giovane Harry Osborn, o meglio doveva esserci, perché Peter Parker è stato scambiato dall'Avvoltoio per il suo compagno di università e rapito al posto suo. |
| 24 | Wrath of the Sub-Mariner            | La vendetta di Namor           | Il furore di Sub-Mariner                  | Kingpin, Testa di Martello, Silvermaine, Cesare Ciceron, Flint Marko l'Uomo Montagna e altri noti criminali continuano a inquinare gli oceani con sostanze tossiche di scarto dei loro esperimenti e ne resta vittima Namorita, la cugina di Namor, il Sub-Mariner. Il sovrano di Atlantide è furioso, scatena la sua violenza contro i criminali e dovrà anche salvare la vita all'Uomo Ragno. |
| 25 | The Return of the Kingpin           | Il ritorno di King-Pin         | Il ritorno di Kingpin                     | L'Uomo Ragno è caduto nella trappola di Kingpin, il re del crimine, e senza saperlo sta facendo il lavoro sporco per favorire la sua organizzazione. In realtà lo scopo finale di Wilson Fisk è riuscire ad affrontare faccia a faccia il supereroe che in passato ha sempre mandato all'aria tutti i suoi intenti criminosi. |
| 26 | Under the Wizard's Spell            | La magia                       | Sotto l'incantesimo del Mago              | L'Uomo Ragno incontra Medusa, la regina degli Inumani, in visita a New York dal grande rifugio e si prende una cotta per la bella guerriera. Medusa viene però avvicinata dal suo vecchio complice, il Mago, con cui compiva crimini nella banda dei Terribili Quattro. Medusa naturalmente si rifiuta di tornare al suo servizio, ma il Mago riesce a controllare la sua volontà grazie a un collare ipnotico da lui progettato. |

## Doppiaggio
| Personaggio                    | Doppiatore originale | Doppiatore italiano (1º doppiaggio) | Doppiatore italiano (2º doppiaggio) |
| ------------------------------ | -------------------- | ----------------------------------- | ----------------------------------- |
| Peter Parker/Spider-Man        | Ted Schwartz         | Gianni Quillico                     | Stefano Onofri                      |
| J. Jonah Jameson               | William Woodson      | Carlo Bonomi                        | Marco Bonetti                       |
| Betty Brant                    | Mona Marshall        | Silvana Fantini                     | Francesca Codispoti                 |
| May Parker                     | Morgan Lofting       | Laura Rizzoli                       | Graziella Polesinanti               |
| Victor Von Doom/Dottor Destino | Brad Crandall        |                                     |                                     |
| Norman Osborn/Green Goblin     | Neil Ross            | Guido Rutta                         |                                     |
| Otto Octavius/Dottor Octopus   | Stan Jones           |                                     |                                     |
| Quentin Beck/Mysterio          | Michael Rye          |                                     |                                     |
| Dmitri Smerdyakov/Camaleonte   | John H. Mayer        |                                     |                                     |
| Flint Marko/Uomo Sabbia        | Andre Stojka         | Maurizio Trombini                   |                                     |
| Wilson Fisk/Kingpin            | Stan Jones           |                                     |                                     |
| Curt Connors/Lucertola         | Corey Burton         |                                     |                                     |
| Adrian Toomes/Avvoltoio        | Don Messick          |                                     |                                     |
| Felicia Hardy/Gatta Nera       | Morgan Lofting       | Milena Albieri                      |                                     |

## Sigla italiana
La sigla dal titolo Spiderman è stata incisa dai Sorrisi.